# Тянулин, Артур Сергеевич
Артур Сергеевич Тянулин (род. 20 января 1997, Казань) — российский хоккеист, нападающий.

## Биография
Воспитанник казанского «Ак Барса». В сезоне 2013/14 играл за команду МХЛ-Б «Ирбис». На импорт-драфте CHL 2014 года был выбран в первом раунде под № 7 командой OHL «Оттава 67», где и начал сезон 2014/15. Проведя 13 матчей, вернулся в «Ирбис», игравший в МХЛ. Следующие два сезона отыграл за «Оттаву». В дальнейшем в Северной Америке выступал за команды «Тусон Роудраннерс» (АХЛ, 2017/18), «Форт-Уэйн Кометс» (2017/18) и «Брамптон Бист» (2018/19, обе — ECHL). Сезон 2019/20 провёл в китайской команде ВХЛ «ОРДЖИ». В сезоне 2020/21 играл в Германии за «Крефельд Пингвин» и на правах аренды — за тольяттинскую «Ладу» в ВХЛ. Игрок команд КХЛ «Торпедо» НН (2021/22) и «Сочи» (с 2022/23).